# Margaret McMillan
Margaret McMillan (nascuda a Westchester, Nova York el 1860 – morta a Harrow, Londres el 27 de març de 1931) va ser una socialista cristiana (segons Simkin 1997) i part de la Societat Fabiana que es va ocupar de treball social a les conscripcions electorals de Bradford, al nord d'Anglaterra, i de Deptford, a Londres. En aquests districtes va lluitar per aconseguir reformes per la millora de la salut dels infants, i va escriure diversos llibres sobre educació, centrant-se un mètode basat en el joc que només molt més endavant ha gaudit d'acceptació generalitzada.
Un dels seus interessos era com fer que els nens poguessin aprendre fora de l'escola en un àmbit exterior. El Rachel McMIllan College, que porta el nom de la germana de Margaret, va ser fundat el 1930 i es va unir al Goldsmiths College de la capital britànica el 1970, tot i que encara existeixen residències d'estudiants a Creek Road de Deptford amb aquest nom.
A començaments de maig de 1936 el Duc de York (Jordi VI del Regne Unit) va inaugurar la Margaret McMillan House, el primer centre d'educació a l'aire lliure del país creat amb aquest propòsit en memòria de l'educadora. El centre ara pertany a Widehorizons, una organització sense ànim de lucre.
A Bradford existeix un centre memorial Margaret McMillan des de 1952, així com un parc a Deptford anomenat per ella.